# Bayanbulag
Le sum de Bayanbulag (mongol : ᠪᠠᠶ᠋ᠠᠨᠪᠤᠯᠠᠭ
ᠰᠤᠮᠤ, cyrillique : Баянбулаг сум, MNS : Bayanbulag sum) est situé dans l'aimag (ligue) de Bayankhongor, en Mongolie.